# 100 % (album d'Alonzo)
Albums de Alonzo
Avenue de Saint-Antoine
(2016) Stone
(2019)
100 % est le cinquième album d'Alonzo sorti le 25 août 2017.

## Liste des pistes
| No  | Titre                                | Durée |
| --- | ------------------------------------ | ----- |
| 1.  | 100 % (avec Amel Bent)               | 2:09  |
| 2.  | La vaillance                         | 2:50  |
| 3.  | Terrain                              | 3:12  |
| 4.  | K-2000                               | 3:39  |
| 5.  | Suis-moi                             | 3:15  |
| 6.  | La paix n’a pas de prix (avec Dadju) | 3:50  |
| 7.  | J’écris                              | 3:41  |
| 8.  | Ma famille (avec Soprano)            | 3:50  |
| 9.  | La vraie vie                         | 3:50  |
| 10. | Dalé (avec Lartiste)                 | 3:02  |
| 11. | Bagarre                              | 2:29  |
| 12. | Génération X-Or                      | 3:23  |
| 13. | Elvira                               | 3:31  |
| 14. | Papa allô                            | 3:28  |
| 15. | Jalousie                             | 3:32  |
| 16. | Feu d’artifice (avec MHD)            | 2:55  |
| 17. | Goodbye                              | 3:57  |
| 18. | Oublie mon nom                       | 2:38  |

## Clips vidéos
- Feu d’artifice (avec MHD) : 23 mars 2017
- J’écris : 29 avril 2017
- Bagarre : 30 juin 2017
- Suis-moi : 28 juillet 2017
- Génération X-Or : 18 août 2017
- Papa allô : 10 octobre 2017
- Elvira : 24 septembre 2018

## Titres certifiés en France
- Suis moi  Diamant [2]
- Papa allô'  Diamant [3]
- Feu d'artifice (avec MHD)  Platine [4]